# Kalenahalli, Shrirangapattana
Kalenahalli là một làng thuộc tehsil Shrirangapattana, huyện Mandya, bang Karnataka, Ấn Độ.